# Saint-Jean-d'Assé
Pour les articles homonymes, voir Saint-Jean et Assé.
Saint-Jean-d'Assé est une commune française, située dans le département de la Sarthe en région Pays de la Loire, peuplée de 1 810 habitants (les Asséens).
La commune fait partie de la province historique du Maine, et se situe dans la Champagne mancelle.

## Géographie
Commune située à 15 km au nord du Mans.

### Lieux-dits et écarts
- La Barette
- Chevaigné
- Monthibault
- Notre Dame des Champs
- Le Panorama.

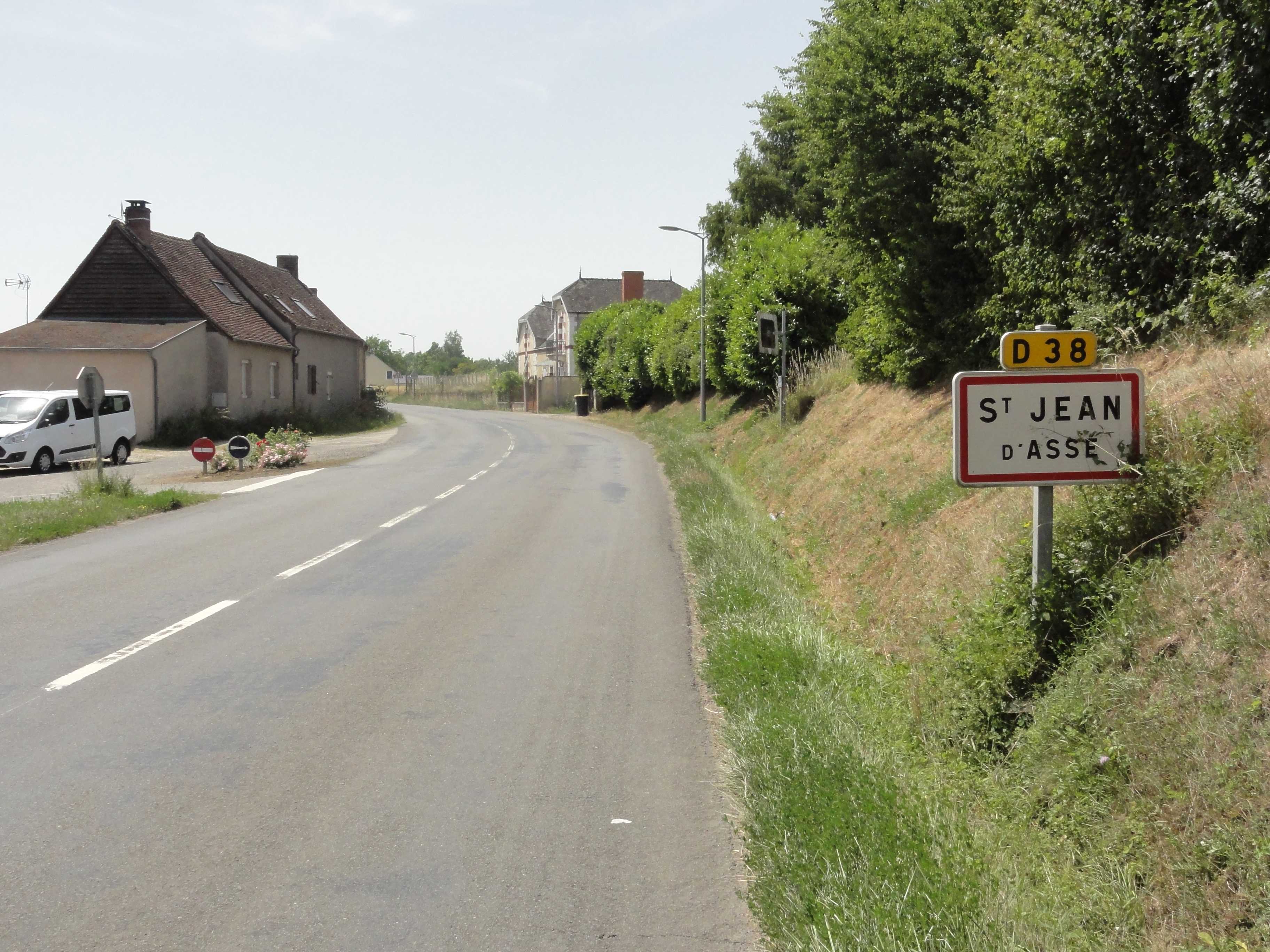
Entrée de Saint-Jean-d'Assé.
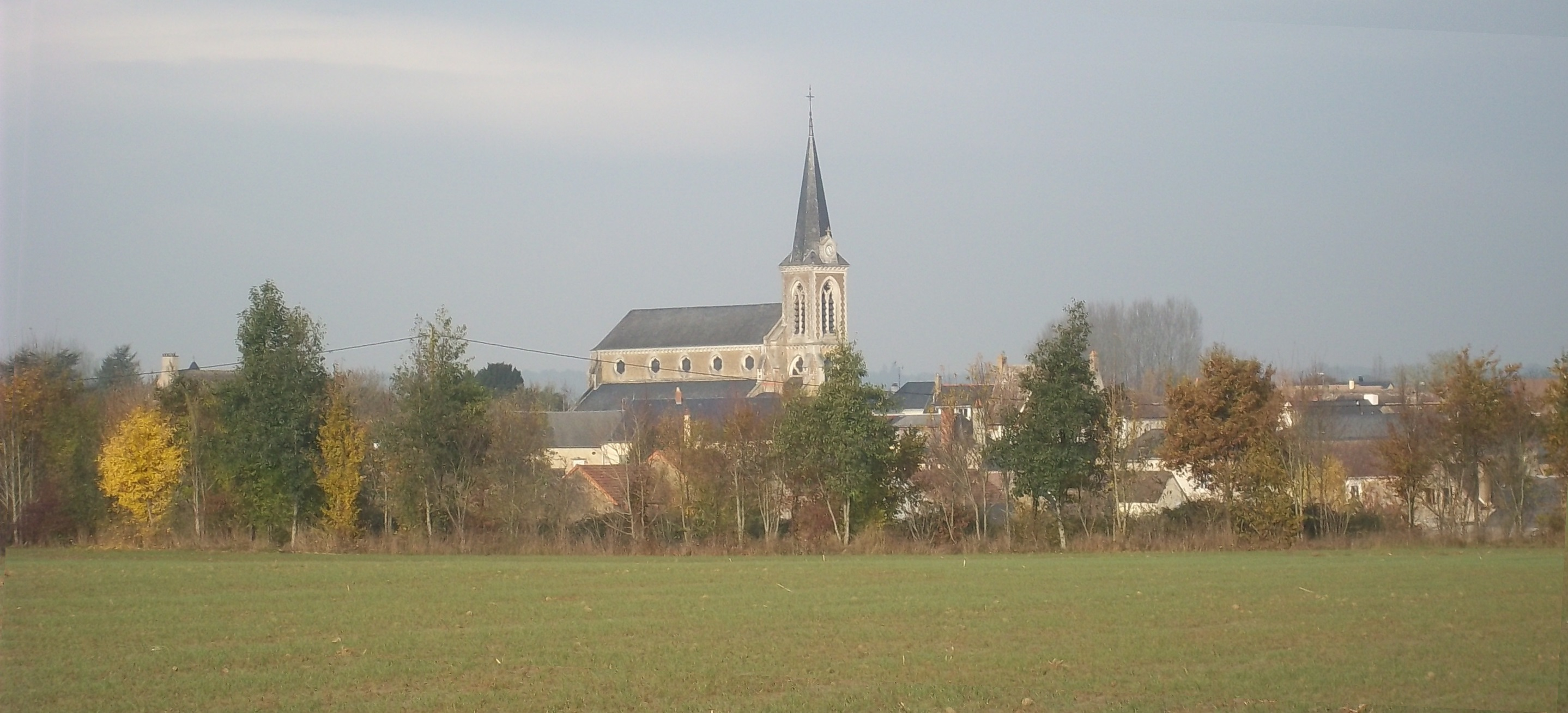
Vue d'ensemble du centre bourg.
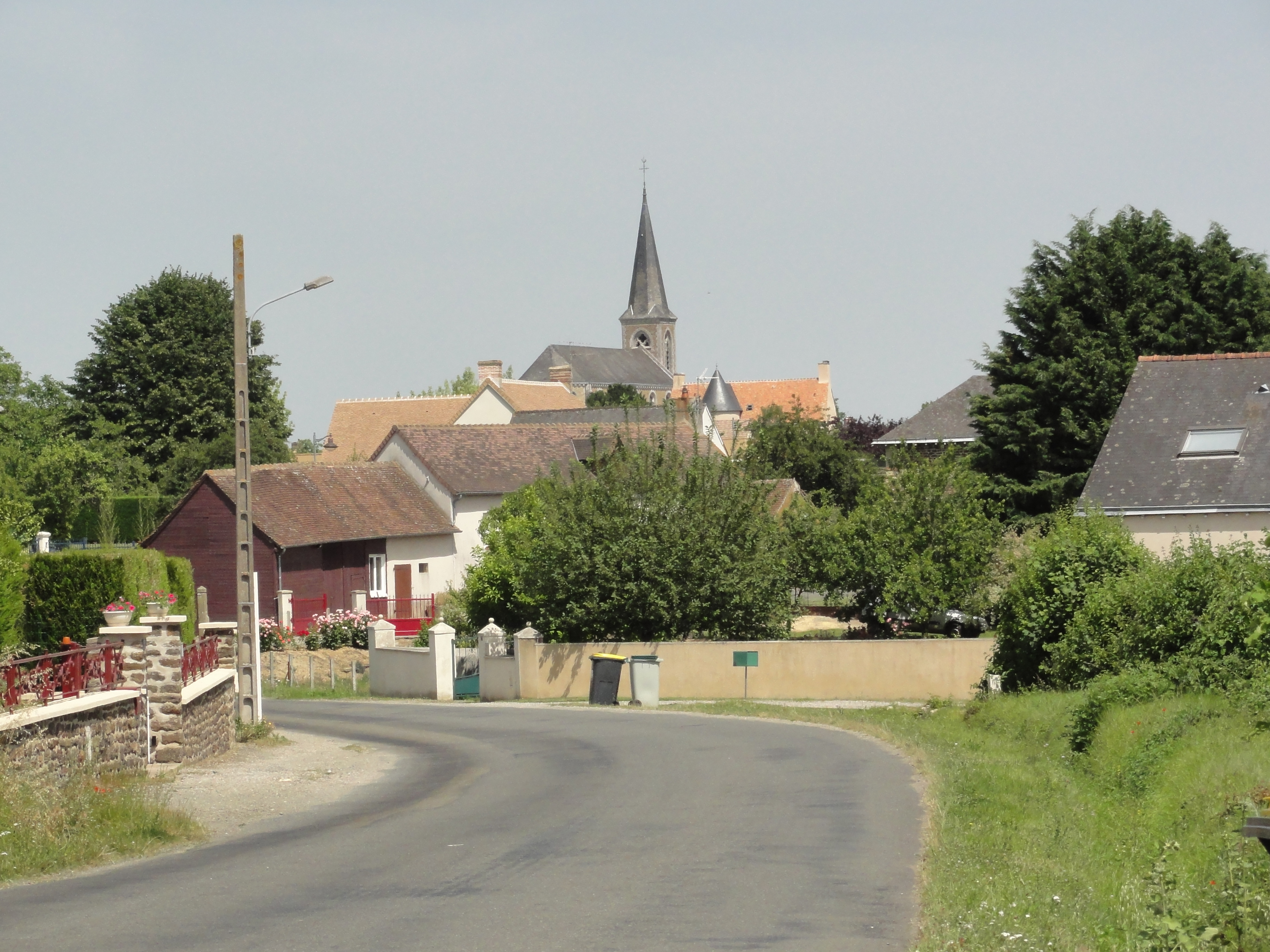
Le bourg vu de la Rue du Panorama

### Communes limitrophes
| Le Tronchet               | Saint-Marceau     | Teillé                  |
| Mézières-sous-Lavardin    | Saint-Jean-d'Assé | Montbizot               |
| Sainte-Sabine-sur-Longève | La Bazoge         | Sainte-Jamme-sur-Sarthe |

### Climat
Pour des articles plus généraux, voir Climat des Pays de la Loire et Climat de la Sarthe.
En 2010, le climat de la commune est de type climat océanique dégradé des plaines du Centre et du Nord, selon une étude du CNRS s'appuyant sur une série de données couvrant la période 1971-2000. En 2020, Météo-France publie une typologie des climats de la France métropolitaine dans laquelle la commune est dans une zone de transition entre le climat océanique et le climat océanique altéré et est dans la région climatique  Moyenne vallée de la Loire, caractérisée par une bonne insolation (1 850 h/an) et un été peu pluvieux. 
Pour la période 1971-2000, la température annuelle moyenne est de 11 °C, avec une amplitude thermique annuelle de 14,3 °C. Le cumul annuel moyen de précipitations est de 712 mm, avec 11,8 jours de précipitations en janvier et 7 jours en juillet. Pour la période 1991-2020, la température moyenne annuelle observée sur la station météorologique de Météo-France la plus proche, « Saint Germain_sapc », sur la commune de Fresnay-sur-Sarthe à 16 km à vol d'oiseau, est de 11,9 °C et le cumul annuel moyen de précipitations est de 695,6 mm,. Pour l'avenir, les paramètres climatiques de la commune estimés pour 2050 selon différents scénarios d'émission de gaz à effet de serre sont consultables sur un site dédié publié par Météo-France en novembre 2022.

## Urbanisme

### Typologie
Au 1er janvier 2024, Saint-Jean-d'Assé est catégorisée bourg rural, selon la nouvelle grille communale de densité à sept niveaux définie par l'Insee en 2022.
Elle est située hors unité urbaine. Par ailleurs la commune fait partie de l'aire d'attraction du Mans, dont elle est une commune de la couronne,. Cette aire, qui regroupe 144 communes, est catégorisée dans les aires de 200 000 à moins de 700 000 habitants,.

### Occupation des sols
L'occupation des sols de la commune, telle qu'elle ressort de la base de données européenne d’occupation biophysique des sols Corine Land Cover (CLC), est marquée par l'importance des territoires agricoles (91,9 % en 2018), en diminution par rapport à 1990 (93 %). La répartition détaillée en 2018 est la suivante : 
terres arables (74,3 %), prairies (17,6 %), forêts (4,9 %), zones urbanisées (3,2 %). L'évolution de l’occupation des sols de la commune et de ses infrastructures peut être observée sur les différentes représentations cartographiques du territoire : la carte de Cassini (XVIIIe siècle), la carte d'état-major (1820-1866) et les cartes ou photos aériennes de l'IGN pour la période actuelle (1950 à aujourd'hui).

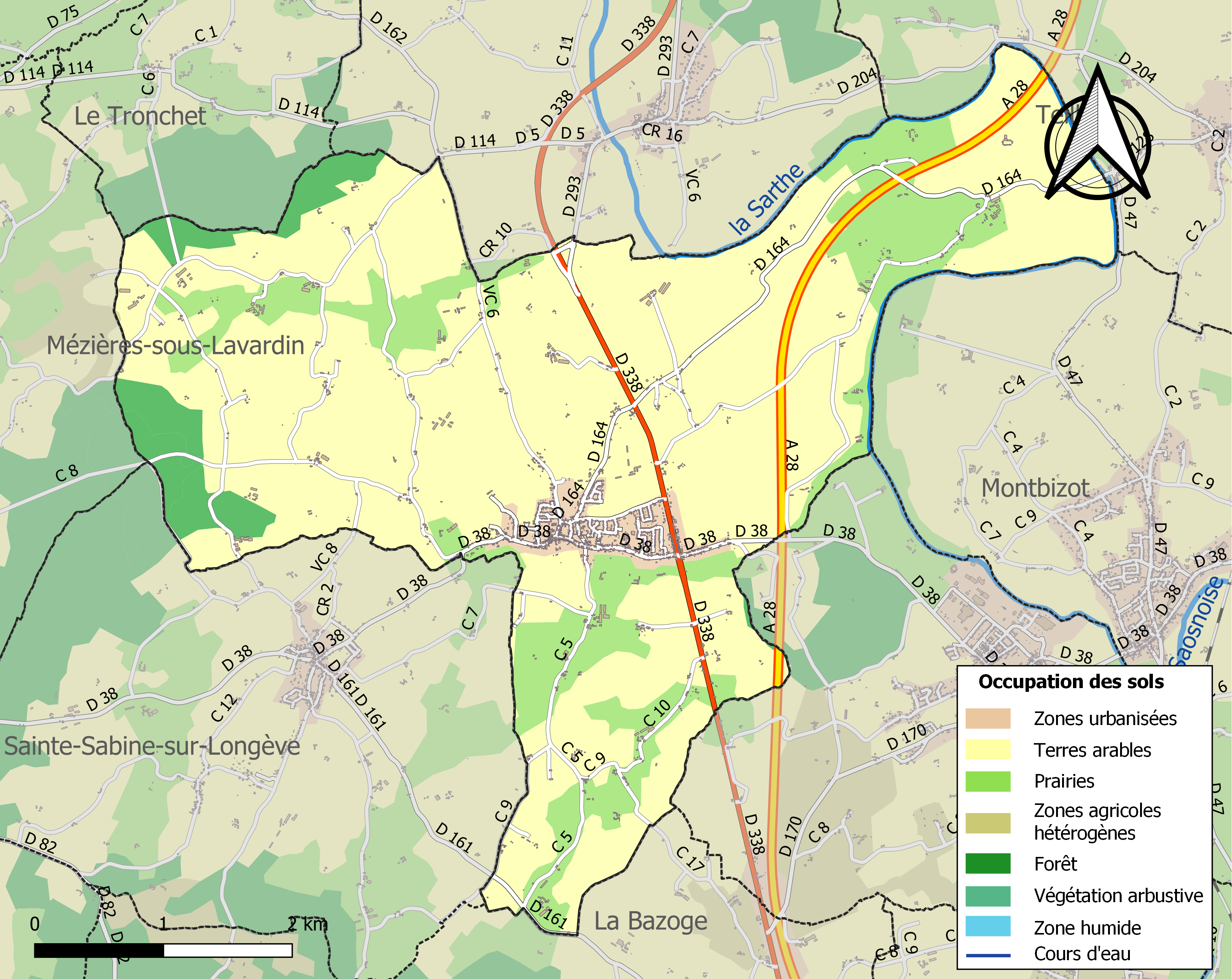
Carte des infrastructures et de l'occupation des sols de la commune en 2018 (CLC).

## Histoire
Le premier novembre 1391, le seigneur Jean de Monthibault signe une baillée à rente avec Geneviève, veuve de Gillet Baussenay au regard du fief du Mortier, lui devant service ainsi que foy et hommage

## Politique et administration
| Période                                  | Période      | Identité             | Étiquette | Qualité                                          |
| ---------------------------------------- | ------------ | -------------------- | --------- | ------------------------------------------------ |
| 1898                                     | -            | - Queston            |           |                                                  |
| ?                                        | 1965         | Georges Jubier       | UNR       | Notaire, suppléant du député Jean-Yves Chapalain |
| 1965                                     | 1972         | Jacques Nithard      |           |                                                  |
| 1972                                     | 1991         | Marcel Lechat        |           |                                                  |
| 1991                                     | mars 2008    | Marc Hurson          |           |                                                  |
| mars 2008                                | janvier 2013 | Jacques Surmont      | SE        |                                                  |
| février 2013                             | mars 2014    | Maryline Drouet      |           | VRP                                              |
| mars 2014                                | mai 2020     | Marie-Claude Lefèvre | DVD       | Mère au foyer                                    |
| mai 2020                                 | En cours     | Emmanuel Clément     | SE        | Gestionnaire comptable                           |
| Les données manquantes sont à compléter. |              |                      |           |                                                  |

## Démographie
L'évolution du nombre d'habitants est connue à travers les recensements de la population effectués dans la commune depuis 1793. Pour les communes de moins de 10 000 habitants, une enquête de recensement portant sur toute la population est réalisée tous les cinq ans, les populations de référence des années intermédiaires étant quant à elles estimées par interpolation ou extrapolation. Pour la commune, le premier recensement exhaustif entrant dans le cadre du nouveau dispositif a été réalisé en 2007.
En 2022, la commune comptait 1 810 habitants, en évolution de +4,08 % par rapport à 2016 (Sarthe : −0,25 %, France hors Mayotte : +2,11 %).
| 1793  | 1800  | 1806  | 1821  | 1831  | 1836  | 1841  | 1846  | 1851  |
| ----- | ----- | ----- | ----- | ----- | ----- | ----- | ----- | ----- |
| 1 201 | 1 211 | 1 353 | 1 930 | 1 906 | 1 931 | 1 909 | 1 849 | 1 839 |

| 1856  | 1861  | 1866  | 1872  | 1876  | 1881  | 1886  | 1891  | 1896  |
| ----- | ----- | ----- | ----- | ----- | ----- | ----- | ----- | ----- |
| 1 829 | 1 689 | 1 666 | 1 600 | 1 657 | 1 721 | 1 713 | 1 651 | 1 578 |

| 1901  | 1906  | 1911  | 1921  | 1926  | 1931  | 1936  | 1946  | 1954  |
| ----- | ----- | ----- | ----- | ----- | ----- | ----- | ----- | ----- |
| 1 688 | 1 572 | 1 711 | 1 534 | 1 463 | 1 404 | 1 380 | 1 377 | 1 379 |

| 1962  | 1968  | 1975  | 1982  | 1990  | 1999  | 2006  | 2007  | 2012  |
| ----- | ----- | ----- | ----- | ----- | ----- | ----- | ----- | ----- |
| 1 306 | 1 223 | 1 179 | 1 074 | 1 021 | 1 034 | 1 326 | 1 364 | 1 608 |

| 2017  | 2022  | - | - | - | - | - | - | - |
| ----- | ----- | - | - | - | - | - | - | - |
| 1 759 | 1 810 | - | - | - | - | - | - | - |

## Vie associative et sportive

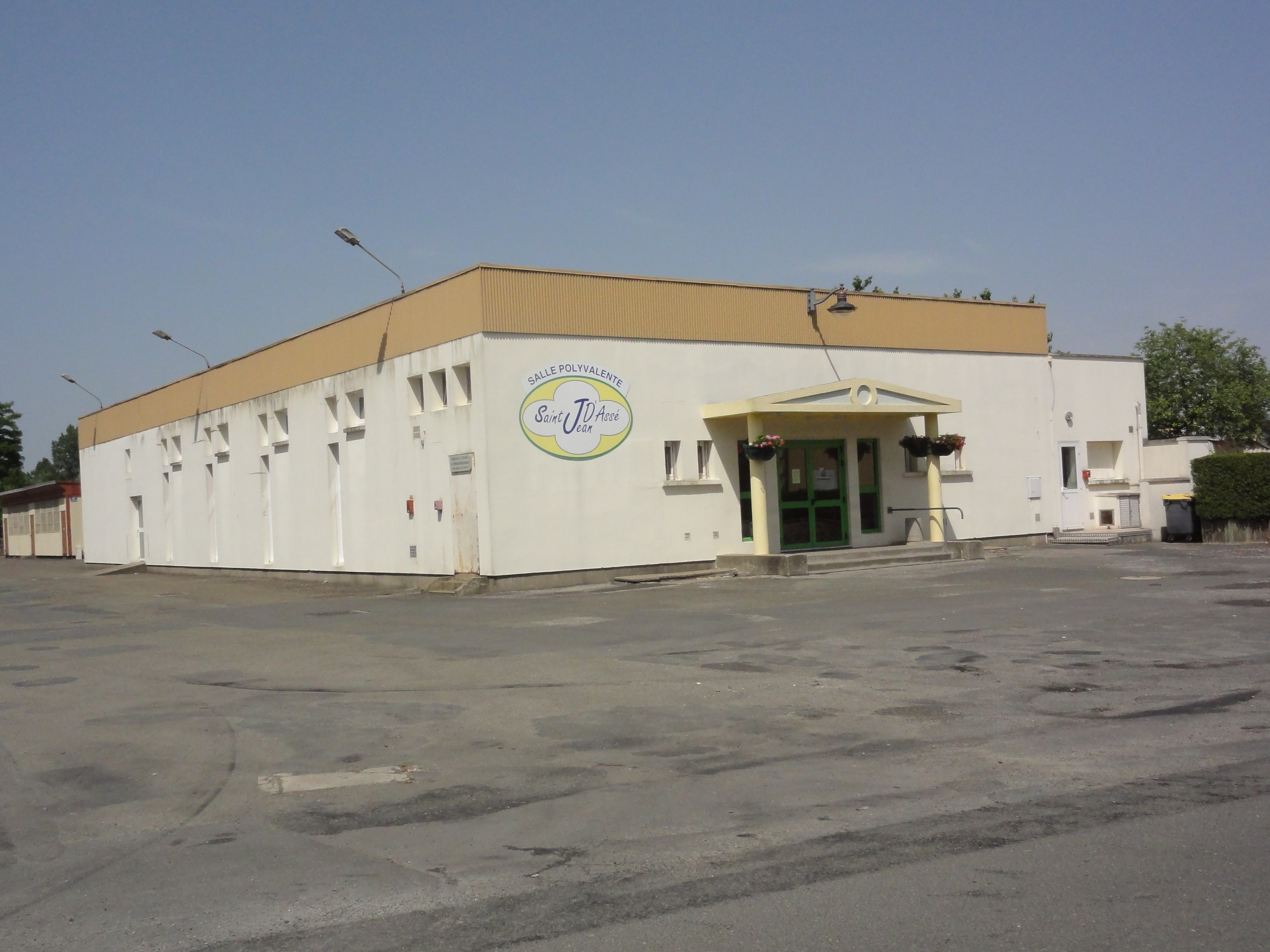
La salle polyvalente

- La salle polyvalente.

## Lieux et monuments
- Chapelle Notre-Dame-des-Champs, du XIe au XVIIIe siècle.
- Église Saint-Fiacre, du XIIe au XVIIe siècle.
- Chapelle Sainte-Scholastique, du XIIe au XVIIIe siècle.
- Église Saint-Jean, de 1897 à 1901.
- Monastère Notre-Dame de la Merci-Dieu, accueille, depuis 1970, dans un ancien carmel, une communauté de moniales cisterciennes affiliée à l'Ordre cistercien de la stricte observance.
- Des croix : croix avec niche au hameau de Notre Dame des Champs ; croix de mission,.

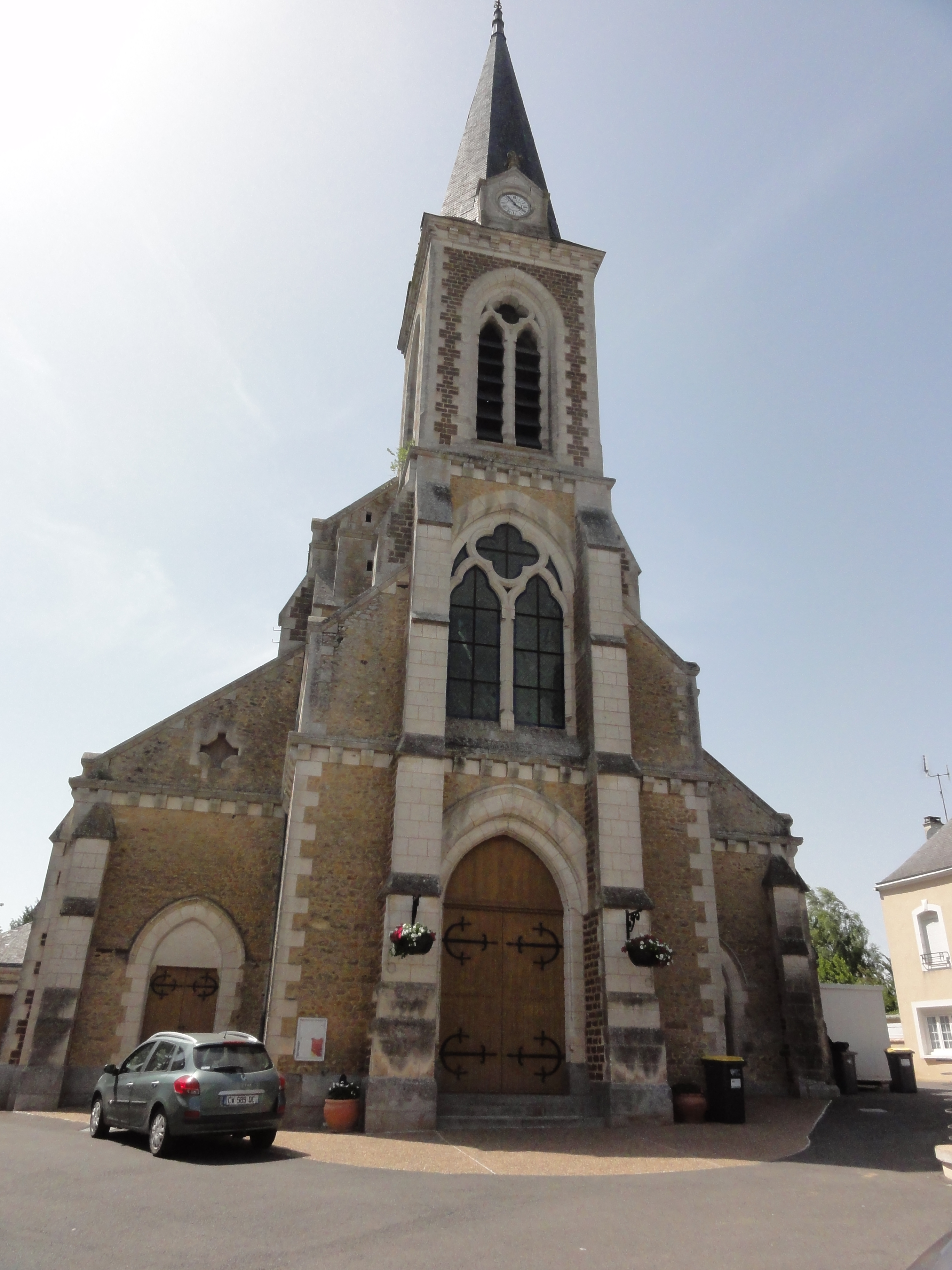
L'église Saint-Jean.
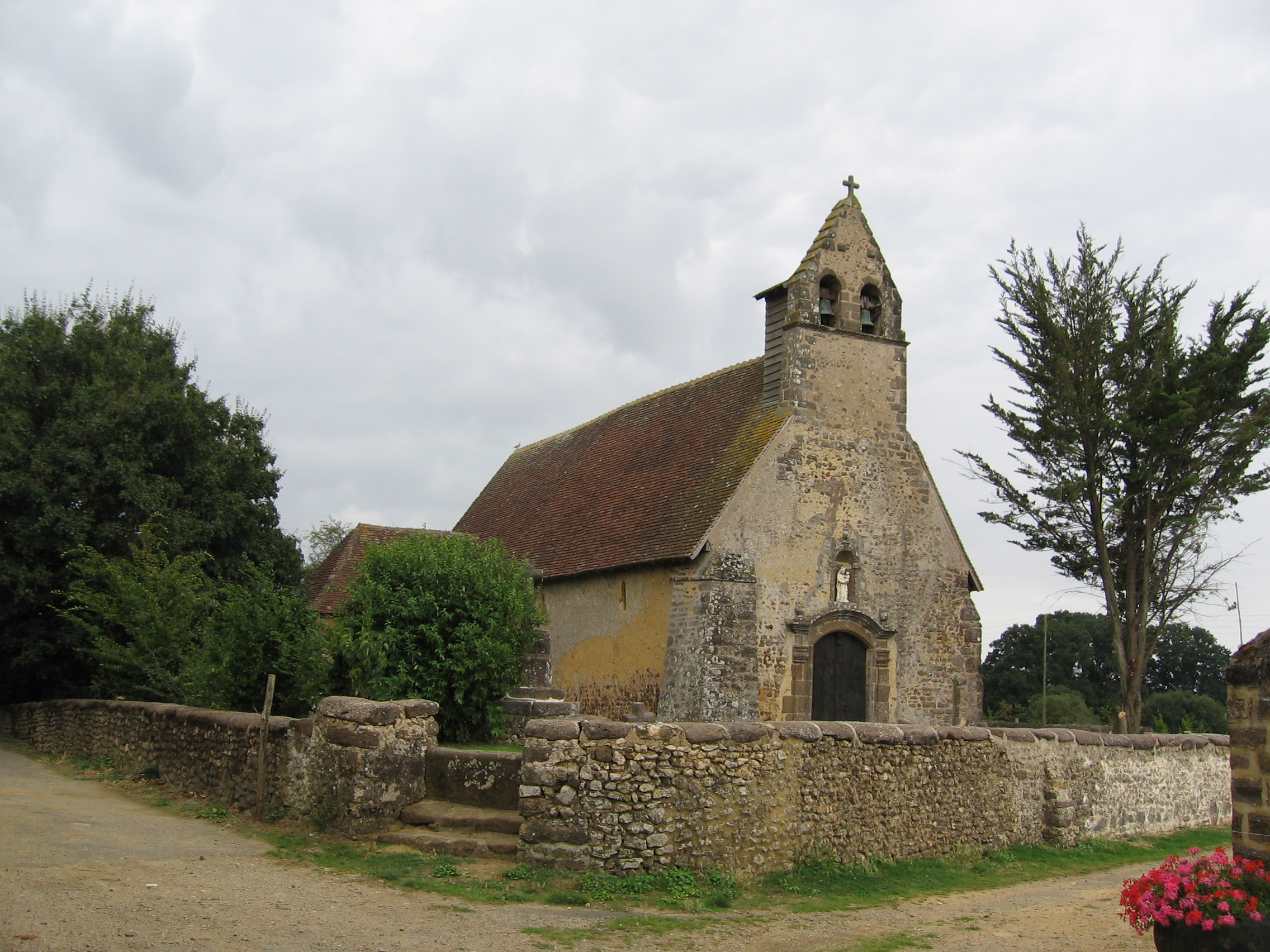
La chapelle Notre-Dame-des-Champs.
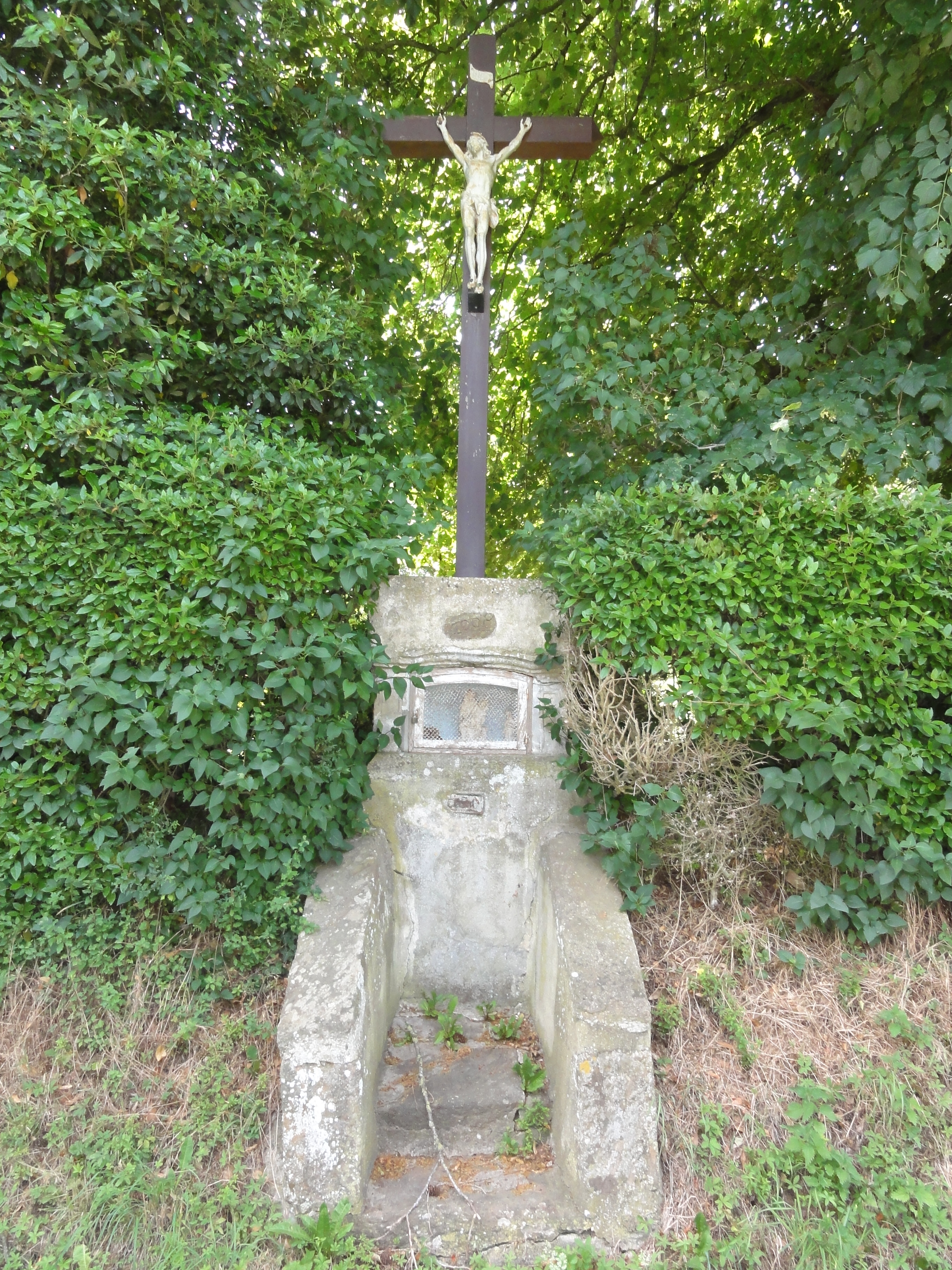
Le calvaire au hameau Notre Dame des Champs.
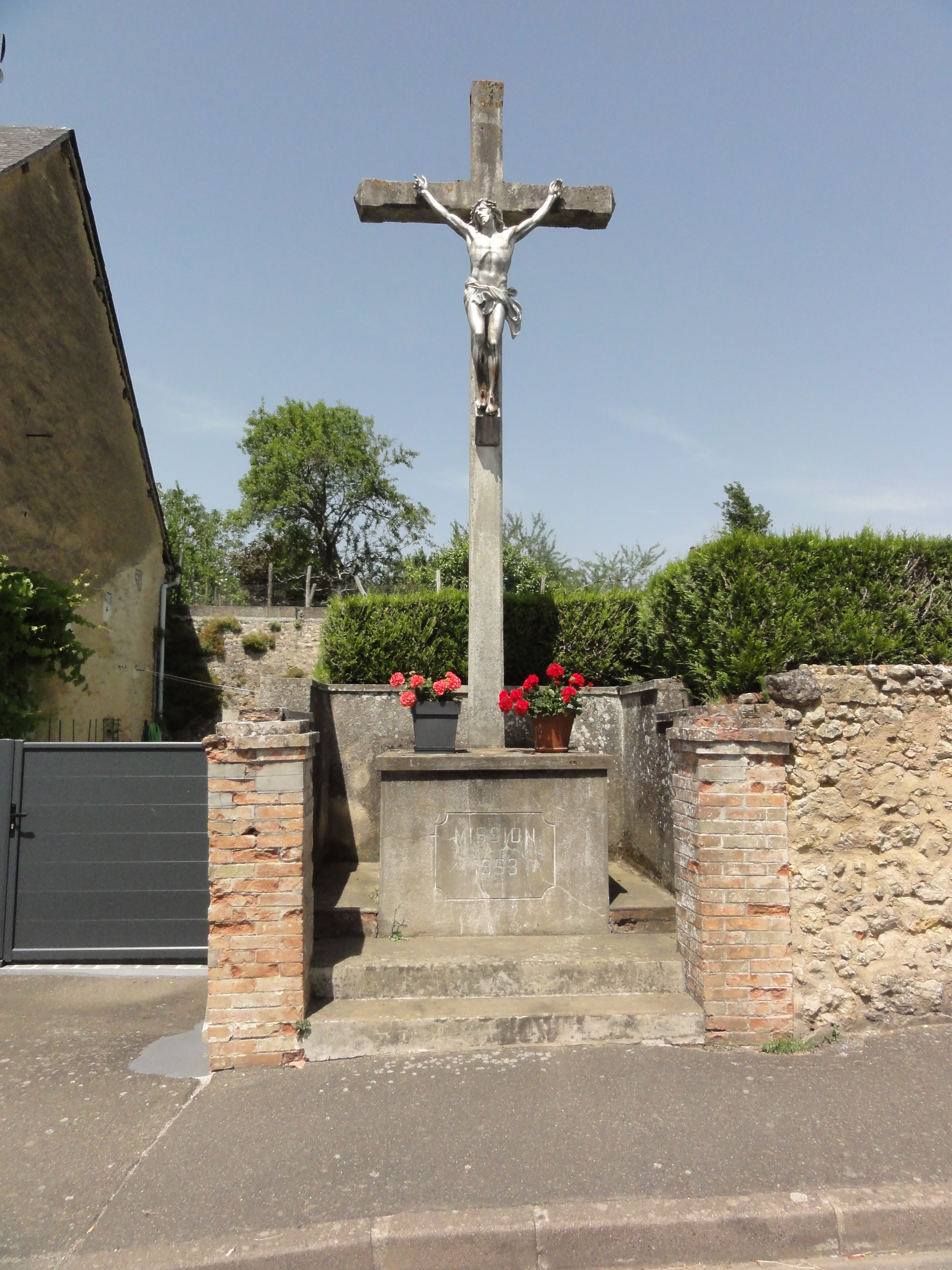
La croix de mission.

## Personnalité liée à la commune
- Marin Cureau de La Chambre (1594 à Saint-Jean-d'Assé - 1669), médecin et philosophe français, conseiller et médecin de Louis XIV.